# Federico De Florian
Federico De Florian, all'anagrafe Federico Deflorian (Ziano di Fiemme, 9 giugno 1921 – Ziano di Fiemme, 15 giugno 2003), è stato un fondista italiano.
Ha partecipato a tre edizioni dei giochi olimpici invernali: Oslo 1952, Cortina d'Ampezzo 1956 e Squaw Valley 1960.

## Palmarès

### Italiani
- Oro nel 1949 nei 18 km.
- Oro nel 1952 nei 18 km.
- Oro nel 1953 nei 30 km.
- Oro nel 1953 nei 15 km.
- Oro nel 1954 nei 50 km.
- Oro nel 1955 nei 50 km.
- Oro nel 1955 nei 30 km.
- Oro nel 1955 nei 15 km.
- Oro nel 1956 nei 50 km.
- Oro nel 1956 nei 15 km.
- Oro nel 1957 nei 50 km.
- Oro nel 1959 nei 50 km.
- Oro nel 1959 nei 30 km.
- Argento nel 1954 nei 30 km.
- Argento nel 1957 nei 30 km.
- Argento nel 1957 nei 15 km.
- Argento nel 1958 nei 30 km.
- Bronzo nel 1951 nei 18 km.
- Bronzo nel 1956 nei 30 km.